# Жильё-2000
Жильё-2000 — государственная программа строительства жилья в Советском Союзе, целью которой было обеспечить каждую советскую семью отдельной квартирой или домом к 2000 году. Программа способствовала дальнейшей индустриализации производства строительных материалов и строительных работ и обеспечила значительный прирост темпов строительства жилья во всех регионах страны: с 119,8 млн кв. метров в 1986 году до 152,0 млн кв. метров в 1989-м.. С началом развала СССР темпы строительства начали снижаться, а после него программа была остановлена.

## Законодательство
Задачу кардинального решения жилищной проблемы поставил XXVII съезд КПСС. Во исполнение его решений были приняты постановления ЦК КПСС и Совета Министров СССР: 17 апреля 1986 г. — «Об основных направлениях ускорения жилищной проблемы в стране», 14 августа 1986 г. — «О дальнейшем совершенствовании управления строительным комплексом страны», 19 сентября 1987 г. — «О дальнейшем развитии советской архитектуры и градостроительства» и другие документы.
Чтобы стимулировать индивидуальное строительство жилых домов, в том числе в городах, где ссуды на такие цели перестали выдавать в начале 1960-х годов, партия и правительство приняли постановления от 11 августа 1987 г. "О дополнительных мерах по обеспечению Последним предусматривалось предоставление кредитов на строительство индивидуальных жилых домов с надворными постройками в размере до 20 тыс. руб. с погашением этой суммы в городской местности в течение 25 лет, а в сельской — в течение 50 лет. Сбербанк СССР выдавал гражданам кредиты под 3 % годовых, с выплатой с третьего года после получения.

## Расчёты и обоснование
Согласно расчётам Госстроя СССР на момент подготовки программы, для минимального обеспечения каждой советской семьи индивидуальным жильём требовалось увеличить среднюю обеспеченность с 14,6 м². в 1985 году до 22,0—22,5 м². на человека в 2000 году. Для этого с учётом естественного прироста населения на 30 миллионов человек, до 310—313 млн во всем Союзе, надо было построить 2190—2250 млн кв. метров жилья.
Мощности строительного комплекса СССР в послевоенный период позволили полностью восстановить разрушенные города и в 1970—1980 годах построить 146 новых. Население страны росло за десятилетие на 23 млн человек, в том числе в России в 1970—1980 годах — на 8,5 млн человек, что также порождало спрос на жильё.
В 8-й пятилетке (1966−1970 гг.) ввод жилых домов составил 518, 5 млн. м², жилищные условия улучшили 54,9 млн человек.
В 9-й пятилетке (1971—1975 гг.) было построено 544,8 млн. м² жилья для 56,1 млн человек.
В 10-й пятилетке (1976—1980 гг.) ознаменовалась переходом на новые, улучшенные проекты типового жилья, доля которых в общем объёме возросла до 50 %. Объём жилищного строительства в этой связи несколько снизился — до 529,7 млн. м², в новые квартиры переехали 51,2 млн человек.
В 11-й пятилетке было построено 552,2 млн кв. метров жилья. Чтобы обеспечить такие темпы строительства, государство за счет амортизационных отчислений финансировало опережающее развитие инженерных сетей и коммуникаций, централизованного водоснабжения, канализации и отопления, обеспечение энергетическими ресурсами, совершенствование всей коммунальной сферы. Объёмы строительства и ремонта сетей соответствовали объемам нового жилья и выбытию устаревшего. Новые микрорайоны строились комплексно, с прокладкой общественного транспорта, обеспечением торговыми площадями, учреждениями образования, культуры и здравоохранения.
Основные строительно-монтажные работы в 1980-е годы стали выполняться индустриальными методами, с использованием сборных железобетонных конструкций. Если в 1967 г. в СССР насчитывалось 293 домостроительных комбинатов, то к началу 1981 г. — 484, суммарной мощностью около 60 млн м² жилой площади в год. В городах-миллионниках в крупнопанельном исполнении осуществлялось более 75 % жилищного строительства.
Набранные в 12-й пятилетке темпы строительства и созданная материально-техническая база обеспечила бы ежегодный ввод до 250 млн кв. метров жилья, а совокупно по программе «Жильё-2000» за 15 лет — от 2550 до 2800 млн. м² жилья, с превышением контрольного показателя. Избыточные объёмов ввода жилья над расчетными потребностями (350—550 млн. м².) предполагалось использовать на ликвидацию аварийного и ветхого жилого фонда.
Программа «Жильё-2000», писал B. C. Павлов, означала: «Снимем капиталовложения с производственной сферы и бросим их на жилстрой».
В 1989 году правительственные чиновники вынуждены были признать: «К сожалению, надо констатировать, что общесоюзной программы „Жильё-2000“ не существует»..

## Реализация
За 12-ю пятилетку ввод нового жилья возрос до 650 млн. м². В том числе было построено:
- 1986 год — 119,8 млн кв. метров,
- 1987 год — 131,5 млн кв. метров,
- 1988 год — 132,3 млн кв. метров,
- 1989 год — 152,0 млн кв. метров,
- 1990 год — 115,0 млн кв. метров.

Средняя обеспеченность жильём возросла с 14,6 до 16,5 кв. м на человека.
Чтобы обеспечить эти показатели, страна активно наращивала выпуск средств механизации, материалов, конструкций и изделий для строительства, в том числе:
— цемента со 130,8 до 147,5 млн тонн,
— кирпича с 59,1 до 68,7 млрд условных штук,
— деталей крупнопанельного домостроения с 49,5 до 65,0 млн кв. метров общей площади,
— ячеистого бетона с 2,3 до 6,2 млрд условных штук кирпича,
— керамической облицовочной плитки с 41,8 до 55,0 млн. м²,
— линолеума со 112,7 до 177,0 млн. м². общей площади,
— ванн и душевых поддонов с 2353 до 3547 тыс. штук.
Расширился выпуск сантехнической арматуры, осветительных приборов, мебели, лакокрасочных материалов. Росли поставки настройки башенных кранов, экскаваторов, другой специальной техники, легких металлоконструкций.
Для реализации программы активно развивалось строительство жилья хозспособом, развернулось движение молодёжных жилых комплексов, в рамках которого молодые специалисты возводили или капитально ремонтировали для себя квартиры.
Меры по поддержке строительства индивидуальных домов обеспечили всплеск в этом секторе: в рамках выделенных средств на кредитование застройщиков Сбербанк мог удовлетворить только 20 % заявок. Архитектурные управления в регионах вели проектирование новых районов индивидуальной застройки, а городские власти отвечали за прокладку коммуникаций.

## Оценка и последствия
После распада СССР массовое строительство жилья сохранилось преимущественно в Российской Федерации, где за 1991—2000 годы было введено 380 млн. м². жилья, или 38 % от объемов, предусмотренных программой «Жильё-2000», со снижением темпов ежегодного ввода жилья с 49,4 млн м². в начале десятилетия до 30,3 млн. м². к 2000 году. Возобновление жилого фонда лишь наполовину перекрывает выбывающий, накопленный ремонт достиг к 2008 году 540 млн кв. м.
В федеральной программе «Жилище 2002—2010» правительство России поставило цели:
— обеспечить доступность приобретения жилья, при которой средняя стоимость стандартной квартиры размером 54 м² будет равна среднему совокупному доходу семьи из трех человек за 3 года;
— сократить к 2010 году время ожидания в очереди на получение социального жилья малоимущими гражданами с 15—20 лет до 5—7 лет;
— увеличивать объемы ввода жилья не менее, чем на 3—5 % в год;
— обеспечить жильём за счет средств федерального бюджета 360 тысяч семей отдельных категорий граждан.
При ежегодном вводе жилья в 2001—2004 гг. составил 32—36 млн. м². половина объёма приходится на элитные дома и коттеджи, недоступные большинству населения.
Доктор социологических наук Ольга Бессонова отмечает, что в последние годы курс жилищной политики Российской Федерации вновь сориентирован на «разворачивание служебного и социального жилья через механизм раздач, а также на массовое внедрение государственной (льготной) ипотеки под условие госслужбы». «Массовое жилищное строительство, практиковавшееся в советское время, сменилось в 1990-е гг. на „уплотнительную“ застройку элитным жильём внутри микрорайонов. Высокие и постоянно растущие цены превратили новое жильё в сектор недвижимости, в основном ориентированный на вложение капитала обеспеченных слоёв. К 2003 г. насытился спрос со стороны самого верхнего платёжеспособного слоя, и с помощью государственных мер по развитию ипотеки был подключён „верхний средний“ слой населения. До 2008 г. через сеть государственных агентств по ипотечному кредитованию ставка процента снижалась до уровня 10-11 % годовых. Но одновременно такая политика привела к росту цен на все типы жилья как на вторичном рынке, так и на новостройки. После 2008 г. маятник качнулся к высоким процентным ставкам (более 20 % годовых), что вернуло ситуацию к исходному состоянию недоступной ипотеки», — отмечает учёный.